# Os Instrumentos Mortais: Cidade dos Ossos
The Mortal Instruments: City of Bones (prt/bra: Os Instrumentos Mortais: Cidade dos Ossos) é um filme de aventura e fantasia e a adaptação cinematográfica do livro de mesmo nome da escritora norte-americana Cassandra Clare. Dirigido por Harald Zwart é estrelado por Lily Collins, Jamie Campbell Bower e Jonathan Rhys Meyers. Seu lançamento ocorreu em 21 de agosto de 2013 nos Estados Unidos e 23 no Brasil.
Em Portugal, o filme chegou aos cinemas no dia 22 de Agosto por parte da Zon Lusomundo.

## Enredo
Madame Dorothea (CCH Pounder), vizinha de Fray e uma bruxa, deduz que Pangborn e Blackwell buscam o Cálice Mortal, um dos três Instrumentos Mortais dados ao primeiro Caçador de Sombras pelo anjo Raziel. O cálice permite que os seres humanos normais se tornem Caçadores de Sombras. Simon, agora capaz de ver Jace, chega e eles vão atrás de Luke. Pangborn e Blackwell estão interrogando Luke lá, que afirma que ele não se importa com Jocelyn e que só quer o Cálice Mortal. O trio escapa para o esconderijo dos Caçadores de Sombras, o Instituto, onde Clary e Simon conhecem dois outros Caçadores de Sombras Alec Lightwood (Kevin Zegers) e Isabelle Lightwood (Jemima Oeste), e seu líder, Hodge Starkweather (Jared Harris). Ele revela que Valentim Morgenstern (Jonathan Rhys Meyers), um ex-Caçador de Sombras que traiu os Nephilim, e agora busca o Cálice Mortal para controlar todos os Caçadores de Sombras e demônios.
Hodge instrui Jace a levar Clary à Cidade dos Ossos para assim os Irmãos do Silêncio poderem sondar a mente de Clary para localização do Cálice Mortal. Os irmãos descobrem uma conexão com Magnus Bane (Godfrey Gao), o Alto Bruxo do Brooklyn. Bane diz que Jocelyn pediu a ele para bloquear o mundo dos Caçadores de Sombras da mente de Clary. Vampiros então sequestram Simon. Clary, Jace, Alec e Isabelle prende-os no seu esconderijo e o resgatam, mas são em menor número. Lobisomens (que compartilham uma trégua com os Caçadores de Sombras) interferem e salvá-os. No Instituto, Clary compartilha uma noite romântica com Jace, que termina em um beijo. Quando Simon confronta Clary sobre isso, ela minimiza o incidente, irritando Jace. Simon confessa a Clary que ele é apaixonado por ela, deixando-a com um sentimento de culpa, porque ela não sente o mesmo por ele.
Clary percebe que o Cálice Mortal está escondido dentro de uma das cartas de tarô de Madame Dorothea que foram pintadas por sua mãe. O grupo vai ao apartamento de Dorothea, mas ela foi possuída por um demônio enviado para roubar o Cálice. Simon e Jace matam ele, mas Alec fica gravemente ferido. Clary recupera o Cálice Mortal. Clary dá o Cálice Mortal para Hodge que os trai com a convocação de Valentine Morgenstern e dando-lhe o Cálice. Valentine revela que ele é o pai de Clary e quer que ela se junte a ele. Ela escapa através de um portal que a transporta para a livraria de Luke. Luke, revela-se um lobisomem, e confirma que Valentine é pai de Clary, e diz que Clary tinha um irmão mais velho chamado Jonathan, que foi morto.
Luke e seu clã de lobisomens vão para o Instituto com Clary para lutar contra Valentim, que convocou um exército de demônios por meio de um portal que ele criou. Simon e Isabelle fecham o portal, com a ajuda de um Hodge arrependido, que se sacrifica. Enquanto isso, Magnus Bane chega e cura Alec.
Clary e Jace lutam com Valentim, que afirma que ambos são seus filhos. Eles se recusam a se juntar a ele e, depois de uma batalha, Clary empurra-o através do portal depois de lhe dar uma réplica falsa do Cálice Mortal. O portal é destruído, e Jocelyn é resgatada, mas ela permanece em coma no hospital. Clary diz para Simon que algum dia alguém vai amá-lo. Clary volta para casa e usa seus poderes para reconstruir o apartamento. Jace aparece, confessando que ele precisa dela e quer que ela volte para o Instituto. Percebendo que ela pertence ao mundo dos Caçadores de Sombras, ela vai com ele.

## Elenco
- Lily Collins como Clary Fray[4]
- Jamie Campbell Bower como Jace Wayland[5]
- Robert Sheehan como Simon Lewis[carece de fontes?]
- Kevin Zegers como Alec Lightwood[6]
- Jemima West como Isabelle Lightwood
- Jared Harris como Hodge Starkweather
- Lena Headey como Jocelyn Fray[7]
- Jonathan Rhys Meyers como Valentim Morgenstern
- Aidan Turner como Luke Garroway
- Godfrey Gao como Magnus Bane
- CCH Pounder como Madame Dorothea
- Kevin Durand como Emil Pangborn
- Robert Maillet como Samuel Blackwell
- Stephen R. Hart como Irmão Jeremiah

## Produção

### Pré-produção
Em 10 de junho de 2010, Screen Gems anunciou que estavam entrando em produção de um filme dos Instrumentos Mortais, baseado em Cidade dos Ossos, com um roteiro escrito por Jessica Postigo. Em 10 de dezembro de 2010, foi oficialmente anunciado que Lily Collins havia sido escalado para o papel de Clary Fray, e Scott Charles Stewart (que trabalhou com Collins em Padre) seria o diretor. Alex Pettyfer, favorito dos fãs, foi oferecido o papel de Jace Wayland, embora ele fosse um ávido fã dos livros e fortemente desejado para assumir o papel, ele finalmente decidiu não fazer adaptações de filmes baseados em séries para jovens e adultos, deixando o personagem de Jace sem ator. Então, em 31 de maio de 2011, depois de muita especulação sobre quem iria interpretar o protagonista da história, foi oficialmente anunciado que Jamie Campbell Bower acabaria por retratar Jace Wayland.
Em março de 2012, a Sony Pictures, juntamente com sua filiada, Screen Gems e o diretor Scott Charles Stewart se afastaram do projeto do filme. Entretanto, a Constantin Film e a Unique Features continuam a desenvolver a chegada da saga literária de Cassandra Clare aos cinemas. O novo diretor deve ser Harald Zwart, diretor do remake de Karate Kid. Lily Collins e Jamie Campbell Bower ainda estão escalados para fazerem os protagonistas.
Em abril de 2012, a Sony/Screen Gems voltaram ao projeto, já dando uma data certa para o filme estrear no cinema: 23 de agosto de 2013. A Sony deu a seguinte declaração:
"Dada a riqueza do material fornecido por Clare, parecia estranho que a Sony e sua parceira do gênero, Screen Gems, decidiram deixar “Instrumentos Mortais” em Fevereiro, mesmo que fosse só por um momento fugaz. Screen Gems produziu os “Anjos da Noite” e “Resident Evil”, franquias que eles sabem como ordenhar um conceito para várias parcelas, e ainda, ali estava uma pilha de livros esperando para serem transformados em uma franquia de filmes. Constantin Film, que trabalhou com a Screen Gems  nos filmes “Resident Evil” , nunca desistiu, e deixou isso oficialmente claro  na semana passada, quando fechou o acordo para a parceria na adaptação de “Os Instrumentos Mortais: Cidade dos Ossos”. Com o filme financiado, o estúdio já agendou uma data de lançamento de 23 de agosto de 2013 – um fim de semana que atualmente não tem outros lançamentos previstos. Isso dá ao novo diretor Harald Zwart um pouco mais de um ano e quatro meses para lançar, preparar, filmar e editar “Os Instrumentos Mortais".
No artigo do site IndieWire, diz que Jamie Campbell Bower não está mais ligado ao projeto. Entretanto, a escritora Cassandra Clare deu uma declaração dizendo que o ator está negociando o seu contrato.
Em 19 de junho, a autora Cassandra Clare divulgou que Isabelle Lightwood seria interpretada pela atriz francesa Jemima West. Ela também comentou sobre a atuação da atriz, dizendo que "[...] foi adorável e apaixonante. Ela me convenceu". A autora também revelou que a produção do filme já teria escolhido o ator para interpretar Alec Lightwood, porém, ela não poderia falar que ele seria ainda.
Em 6 de julho o site americano Variety publicou uma notícia dizendo que os atores Kevin Durand e Robert Maillet haviam sido escalados para os papéis de Pangborn e Blackwell - respectivamente -, dois dos capangas de Valentim. Em 9 de julho, a autora Cassandra Clare publicou em seu tumblr o primeiro "teaser-poster" do filme. A arte também revela como será o estilo do título do filme, que será usado em futuros cartazes e trailers.
Em 11 de julho, a autora Cassandra Clare divulgou que Simon Lewis seria interpretado pelo ator Robert Sheehan. Ela comentou sobre o ator, dizendo que "ele é totalmente fofo, adorável e hilário e que a química com Lily e Jamie está fora das cartas".
Em 22 de julho, a autora Cassandra Clare divulgou a escalação de mais três atores. Ela escalou Godfrey Gao para interpretar Magnus Bane. O ator disse: "estou tão ansioso como vocês estavam para saber quem seria o Alto Feiticeiro do Brooklyn. Mal posso esperar para encontrar o resto do elenco e, claro, meus novos fãs". A atriz Lena Headey foi escalada para interpretar Jocelyn Fray, a mãe de Clary. Cassandra disse: "Jocelyn é realmente um personagem divertido de escrever. Ela é superprotetora (mas por uma razão) e, muitas vezes realmente inflexível e insensível, mas ela também é uma heroína que salvou o mundo de Valentim, suportou muitas perdas e pode executar alguns movimentos bonitos. Ambiguidade moral é sempre divertido de jogar e ninguém a faz melhor do que Lena". O ator Jared Harris foi escalado para intertreptar Hodge Starkweather. Cassandra disse: "Hodge também é um personagem muito complicado. Ele não é totalmente ruim e nem inteiramente bom. Ele é um homem brilhante, utilizou de um caminho ruim há muito tempo e nunca pôde voltar atrás, mas ele ama essas crianças tutoras. Então, se você já viu tanto Mad Men ou Sherlock Holmes: A Game of Shadows (em que ele era Moriarty), você conhece esse cara, e você sabe que ele é fantástico na ambiguidade moral."
Em 30 de julho, a autora Cassandra Clare divulgou a escalação de Luke Garroway e Madame Dorothea. O lobisomem será interpretado pelo ator Aidan Turner e a autora disse "Ele é irlandês e por isso, talvez ele e Robert Sheenan possam sentar e conversar sobre coisas irlandesas." Já a bruxa vizinha de Clary, será interpretada pela atriz CCH Pounder. Cassandra disse que "Nosso diretor quis trabalhar com ela durante muito tempo e acha que ela será incrível."

### Filmagens
As filmagens foram iniciadas em 20 de agosto de 2012, na cidade de Toronto no Canadá. Outras locações do mesmo país também foram usadas para certas cenas, como a township de Guelph/Eramosa. Foi confirmado que o primeiro teaser trailer de Os Instrumentos Mortais: Cidade dos Ossos virá incluso nas cópias de A Saga Crepúsculo: Amanhecer - Parte 2; entretanto, não foi confirmado se a exibição do trailer antes do filme será inclusa também nas cópias internacionais do filme, mas há uma probabilidade de isso acontecer.

## Trilha sonora
A trilha sonora oficial do filme foi lançada em 20 de agosto de 2013.

### Faixas
| Edição padrão |                              |                                               |         |  |
| N.º           | Título                       | Artista                                       | Duração |  |
| 1.            | "Into the Lair"              | Zedd                                          |         |  |
| 2.            | "Magnetic"                   | Jessie J                                      |         |  |
| 3.            | "17 Crimes (LA Riots Remix)" | AFI                                           |         |  |
| 4.            | "Heart by Heart"             | Demi Lovato                                   |         |  |
| 5.            | "Bring Me Home"              | Youngblood Hawke                              |         |  |
| 6.            | "When the Darkness Comes"    | Colbie Caillat                                |         |  |
| 7.            | "Strangers"                  | Seven Lions com Myon & Shane 54 feat. Tove Lo |         |  |
| 8.            | "Bear"                       | Pacific Air                                   |         |  |
| 9.            | "All About Us"               | He Is We feat. Owl City                       |         |  |
| 10.           | "Calling From Above"         | Ariana Grande feat. Nathan Sykes              |         |  |
| 11.           | "Start a Riot"               | Jetta                                         |         |  |
| 12.           | "Strange Days"               | Bryan Ellis                                   |         |  |
| 13.           | "Almost Is Never Enough"     | Ariana Grande feat. Nathan Sykes              |         |  |

## Divulgação
Na madrugada do dia 14 de novembro de 2012, o site oficial da MTV divulgou o trailer oficial do filme. Também foi lançado um vídeo com comentários de Cassandra Clare referentes ao trailer. Uma versão do trailer foi lançada no Youtube, mas foi bloqueada por conter direitos autorais.
Dentre os slogans introduzidos em meio às cenas de filmagem, destacam-se: "Há um mundo escondido dentro do nosso. Para entrar, você deve ser escolhido" e "Este verão. Dois estranhos. Um destino."